# Erdőkürt
Erdőkürt es un pueblo ubicado en el condado de Nógrád, Hungría.

## Superficie
Posee una superficie de 21,72 kilómetros cuadrados.

## Demografía
Hasta 2021 la población era de 484 habitantes, con una densidad de población de 22,28 habitantes por kilómetro cuadrado.